# Alchémille commune
Alchemilla vulgaris
Espèce
Classification phylogénétique
L'Alchémille commune ou Pied-de-lion (Alchemilla vulgaris L.) est une espèce de plantes herbacées de la famille des Rosacées. Cette plante couvre-sol se développe bien sur les sols humides et dans les lieux ombragés. Ses feuilles rondes en accordéon attirent l'attention par les gouttes de rosée qu'elles retiennent dans le creux qu'elles forment.
Synonymie : Alchemilla acutiloba Opiz, Alchemilla acutangula Buser
Noms communs : manteau de notre Dame, patte de lapin, pied de griffon, porte-rosée, herbe aux femmes.

## Description

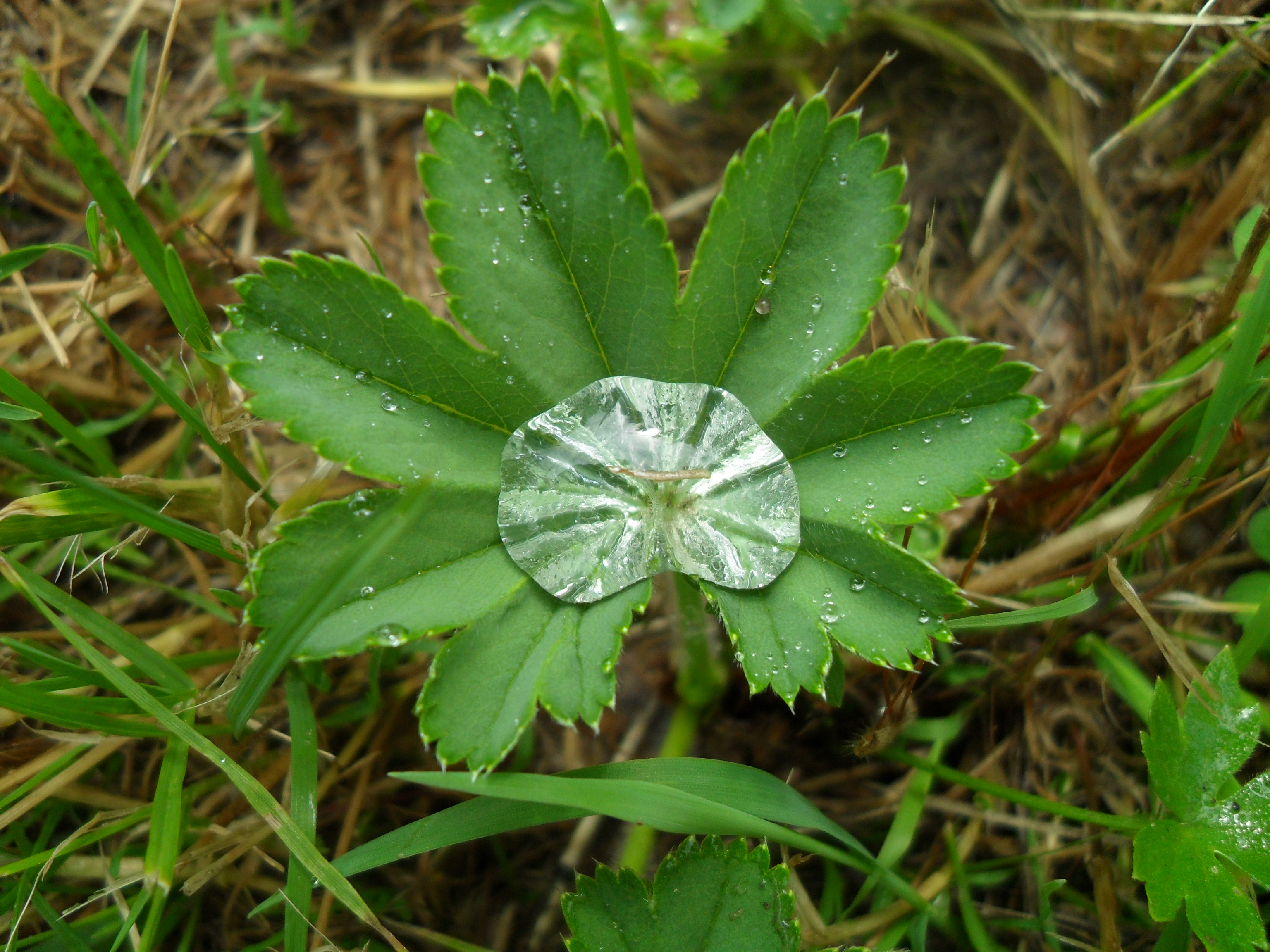
Feuille digitée retenant une goutte de rosée au centre.

L'alchémille commune est une plante vivace de 10 cm à 90 cm de haut, originaire d'Europe, que l'on trouve en France plutôt en montagne.
Les rhizomes qui apparaissent légèrement sont ligneux. Les tiges sont grises, vertes et duveteuses. Les feuilles sont dentelées et palmatifides (neuf à onze lobes).
Les fleurs sont corymbes, jaunes de 5mm et apparaissent de mai à octobre. La tige florale pousse selon une ramification sympodiale pleiochasiale. Le fruit à coque porte une graine à la fois et est du coup monosédique.

## Utilisation
Surtout les feuilles sont utilisées pour ses vertus :
- Comme certaines appellations laissent transparaître, cette herbe a une multitude de bienfaits qui sont liés à la menstruation et maux des femmes : astringente et anti-inflammatoire, elle réduit les pertes abondantes, empêche un prolapsus et des leucorrhées. La plante est un régulateur hormonal grâce à son influence stimulant et renforçant sur l'hypophyse dans le cerveau, qui gère le contrôle central des hormones. Pendant la ménopause, la plante adoucit les insomnies ;
- maladies digestives : en cas de troubles de transit diarrhées chroniques, gastro-entérites, stomatites ;
- des infections de la gorge : aphtes, gingivites et angines.

### Usage culinaire
Consommable aussi bien par l'homme que par le bétail, elle donne un goût particulier au lait et au fromage[réf. nécessaire].
On peut utiliser les feuilles séchées, accompagnées de feuilles séchées de primevère officinale, pour parfumer le thé[réf. nécessaire].

### Usage thérapeutique
- Composant chimique : tanin, acide salicylique, phytostérol, saponine, acide palmitique, acide stéarique[réf. nécessaire].
- Propriétés: astringent, antidiarrhéique, diurétique, tonique, vulnéraire, hémostatique, calmant, antirhumatismal[réf. nécessaire]
- Mode d'emploi : infusion, décoction, extrait liquide, teinture[réf. nécessaire].

L'alchémille est citée pour de nombreux usages par Maria Treben.
Selon une étude ethnobotanique publiée par Françoise et Grégoire Nicollier en 1984, relative aux noms patois et aux utilisations domestiques des plantes dans la vie quotidienne d'autrefois à Bagnes : pôrta-fozô (qui signifie « porte-rosée » en patois local) désignait Alchemilla vulgaris alors que le nom sinekô désignait Alchemilla alpina et  A. conjuncta.

Fleurs et jeunes feuilles de ces trois espèces étaient utilisées de la même manière (sinekô étant considérée comme ayant un goût plus fin), surtout pour soulager les « maux des femmes »; il était recommandé aux mères venant d'accoucher de boire une tasse de tisane d'alchémille à jeun, pendant huit jours. Mais une décoction chaude d'alchémilles était aussi réputée soulager les maux de tête, le rhume de cerveau, les inflammations des yeux et les maux de dents ; les feuilles écrasées étaient appliquées sur les plaies et les abcès ; et séchées, elles étaient utilisées contre la diarrhée et la paralysie des veaux. Les auteurs précisent que pour soigner les meurtrissures, on préférait utiliser sinekô en compresse.

### Contre-indication et effets indésirables
La plante peut perturber les traitements par les anti-vitamines K[réf. nécessaire]. À utiliser avec prudence chez les personnes présentant un risque de phlébite, ne pas cumuler avec les contraceptifs oraux[réf. nécessaire].

### Histoire
L'alchémille commune était autrefois prisée des alchimistes, qui utilisaient ses feuilles comme réceptacle naturel de la rosée (ainsi que du liquide de guttation). Les gouttes recueillies, appelées « rosée céleste », étaient considérées comme indispensables à l’obtention de la pierre philosophale. 

Au Moyen Âge, elle est dédiée à la Vierge Marie et réputée traiter les maux féminins. À la Renaissance, on lui prête la réputation de faire renaître la virginité ou de rendre leur beauté aux seins flétris, d'où son nom de «Lady's Mantle» (manteau des dames).

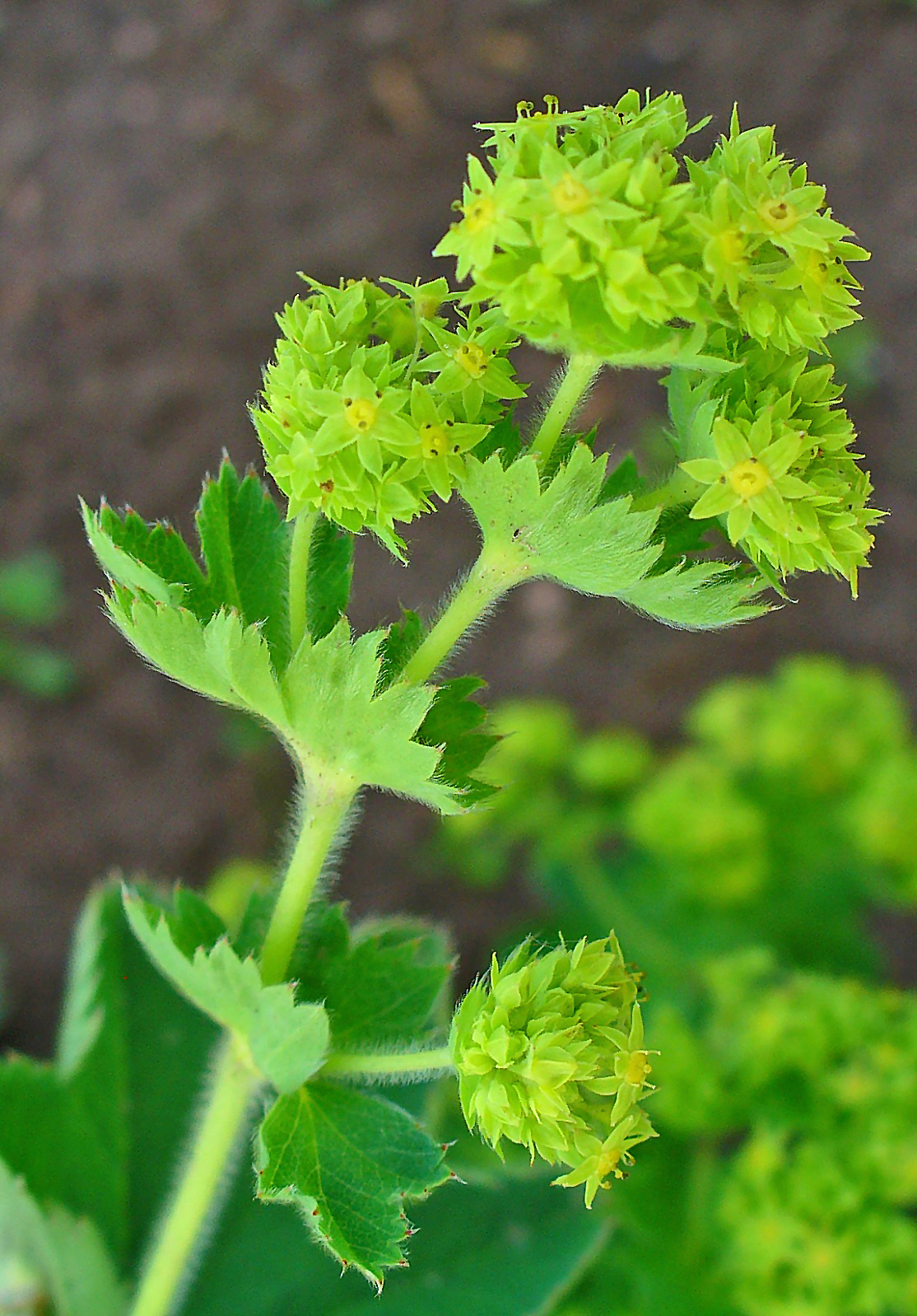
Alchemilla vulgaris
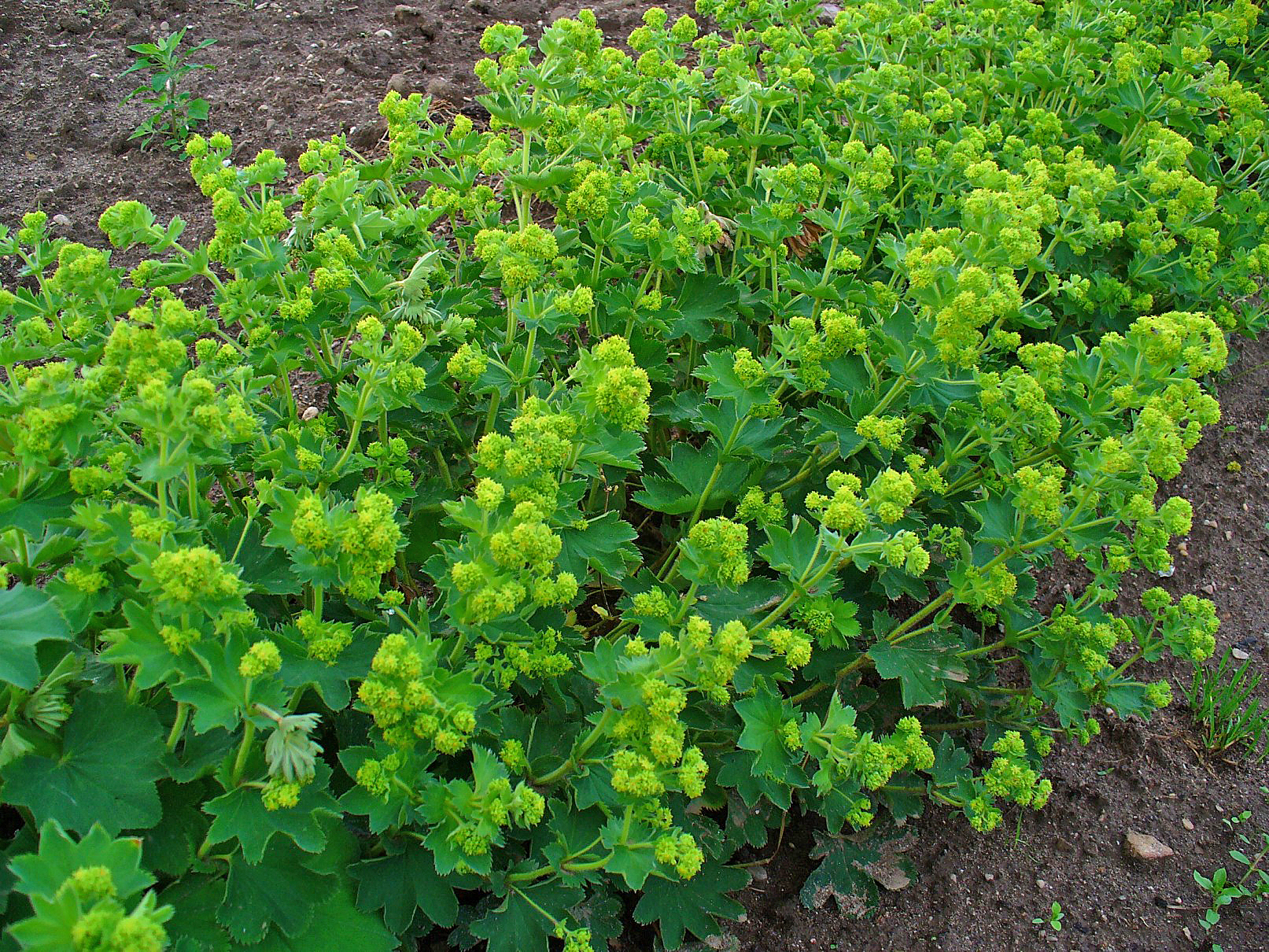
Alchemilla vulgaris
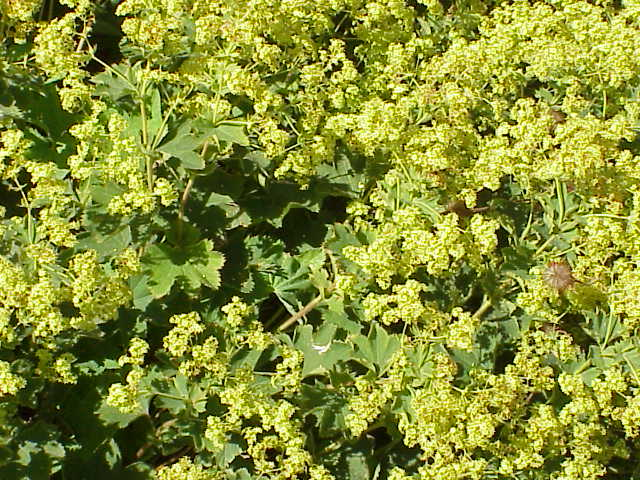
Alchemilla vulgaris
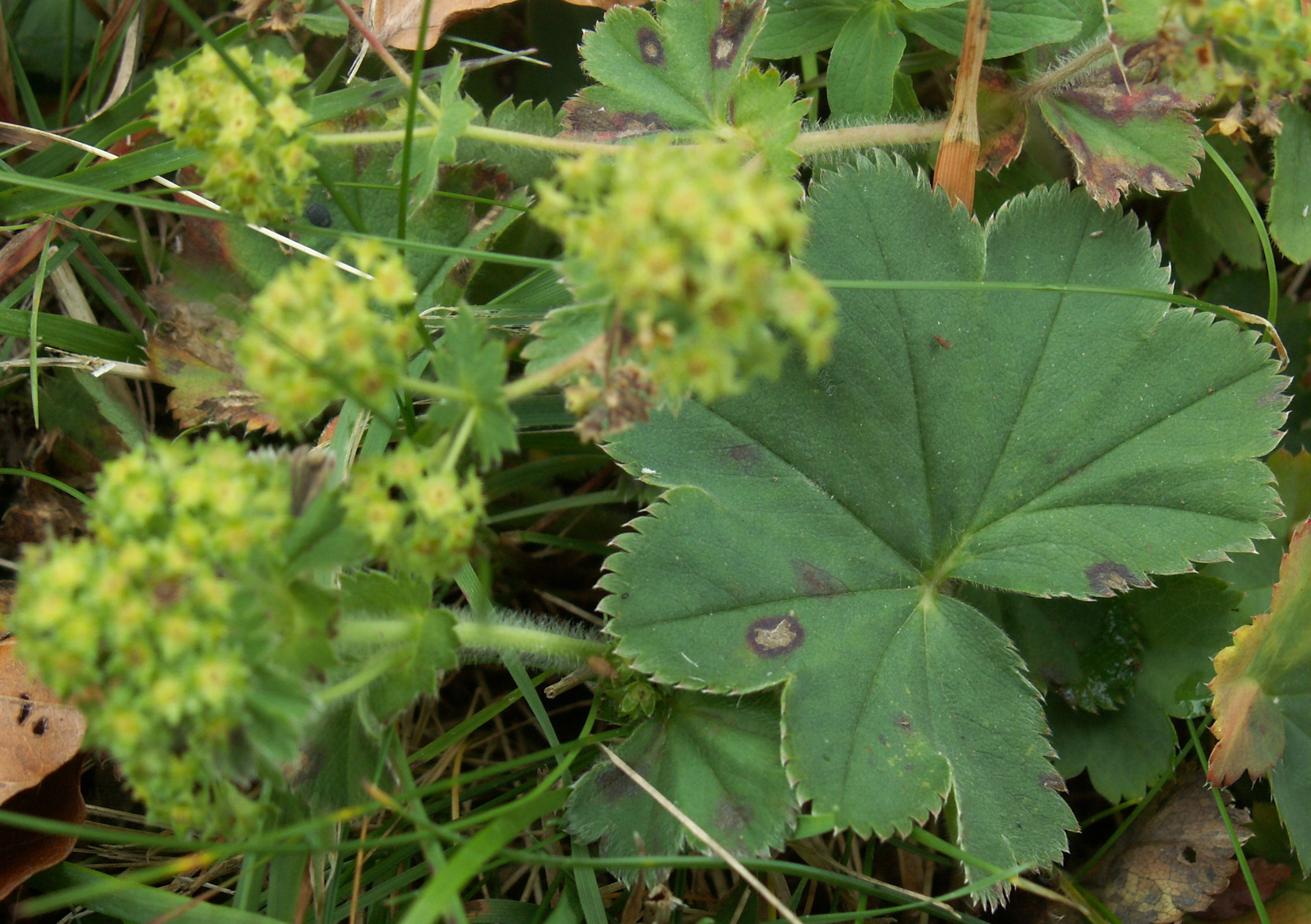
Alchemilla vulgaris
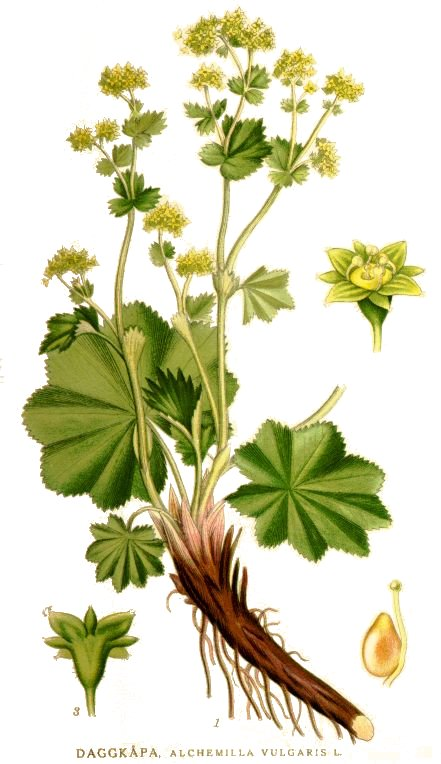
Alchemilla vulgaris
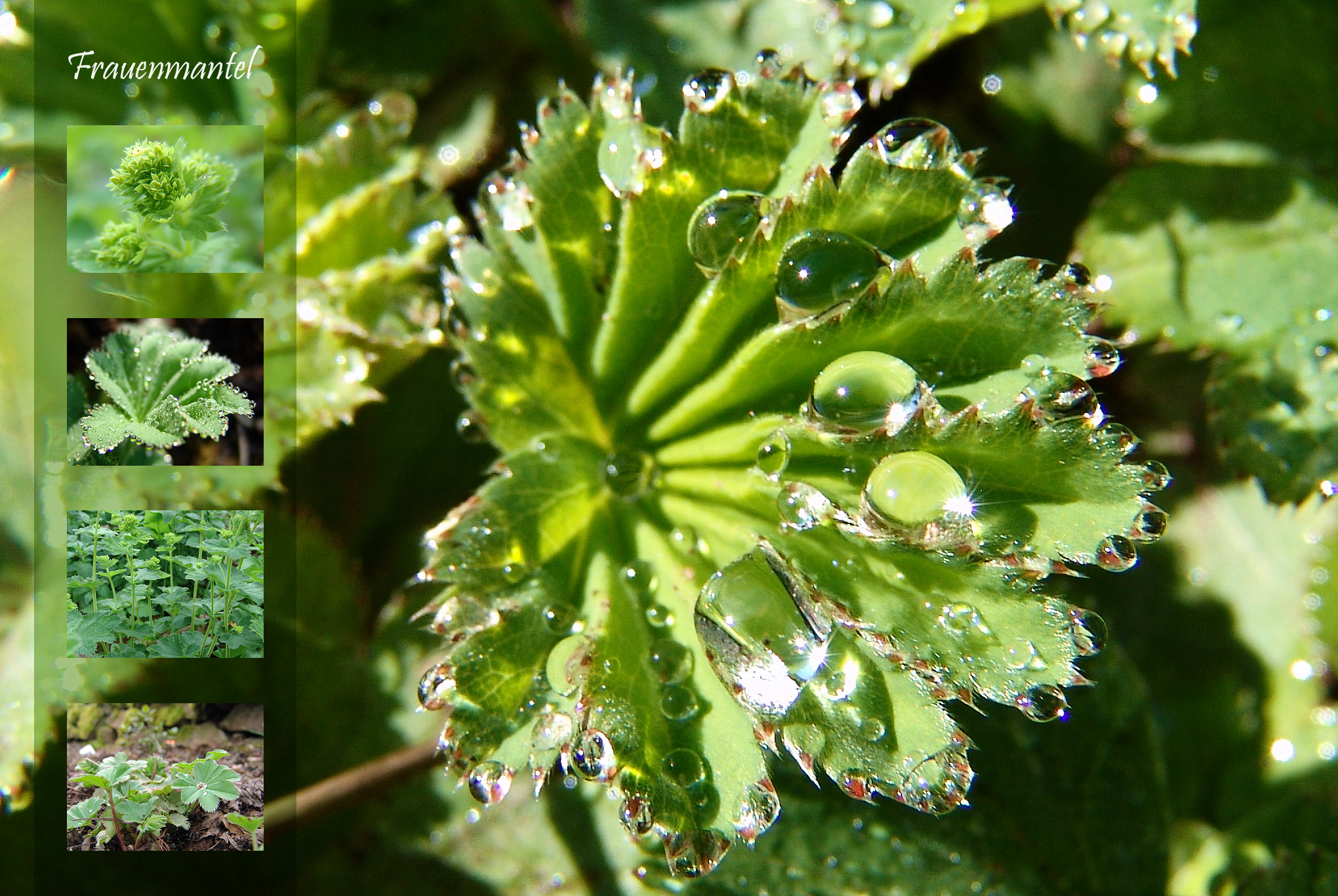